# Ron Nirenberg
Ronald Adrian « Ron » Nirenberg (né le 11 avril 1977 à Boston) est un homme politique américain. Il est maire de San Antonio entre 2017 et 2025. Avant son élection, Nirenberg est membre du conseil municipal de San Antonio pour le district 8 pendant deux mandats.
En 2013, Nirenberg est élu pour la première fois lors d'une victoire surprise pour représenter le district 8 au conseil municipal de San Antonio. Nirenberg est élu maire en 2017, battant la mairesse sortante Ivy Taylor, et prête serment le 21 juin 2017. Il est réélu de justesse en 2019 face à Greg Brockhouse, un conseiller municipal critique à l'égard de sa politique. Lors de l'élection municipale de 2021, il fait de nouveau face à Brockhouse. Nirenberg gagne avec 61,89 % des voix. Lors des élections municipales de 2023, Nirenberg remporte sa quatrième et dernière élection en tant que maire.

## Jeunesse et éducation
Nirenberg est d'origine juive ashkénaze (originalement de Pologne et de Russie) du côté de son père et d'origine philippine, malaise, indienne et britannique du côté de sa mère. La mère et le père de Nirenberg se sont rencontrés alors que son père sert dans le Peace Corps en Malaisie. Ses grands-parents paternels immigrent aux États-Unis avant la Seconde Guerre mondiale, en passant par Ellis Island. Sa mère est catholique romaine et naît à Penang en Malaisie. Sa grand-mère maternelle est anglo-indienne, née d'un père écossais et d'une mère indienne, tandis que son grand-père maternel était un musicien philippin tagalog avec des origines possibles à Mindanao. Nirenberg est méthodiste, il grandi à Austin.
Nirenberg fréquente l'université Trinity à San Antonio et a obtenu son diplôme en communication avec mention summa cum laude. Il fréquente ensuite l'université de Pennsylvanie, où il obtient sa maîtrise en communication. Après l'université, il est directeur de programme pour l'Annenberg Public Policy Center à Philadelphie et est directeur général de KRTU-FM, la station de radio de l'université Trinity.

## En politique
Lors de sa campagne de 2013 pour le district 8 du conseil municipal de San Antonio, Nirenberg est considéré comme le candidat sous-financé et peu susceptible de réussir, qui défiait un candidat de l'establishment bien financé, Rolando Briones. Nirenberg mène une campagne composée principalement de bénévoles, notamment d'étudiants et de jeunes diplômés. Néanmoins, Nirenberg remporte la victoire avec près de 55 % des voix exprimées lors du second tour des élections.
Le 10 décembre 2016, Nirenberg devient le principal adversaire d'Ivy Taylor lors de l'élection pour la mairie de San Antonio. Le 6 mai 2017, le premier tour de scrutin a lieu et aucun candidat n’atteint la majorité requise de 50 % des voix. Nirenberg et Taylor terminent avec les deux totaux de voix les plus élevés et se qualifient pour un second tour ayant lieu le 10 juin 2017. Le soir du second tour, il bat Taylor avec 54,59 % des voix. Ce faisant, Nirenberg devient la première personne en vingt ans à vaincre un maire sortant à San Antonio,.
Nirenberg déclare sa candidature à la réélection le 29 janvier 2019. Son principal adversaire est alors Greg Brockhouse, un membre du conseil municipal fréquemment opposé à la plateforme de Nirenberg. L'élection doit encore prendre place en deux tours. Au second tour, Nirenberg est réélu pour un second mandat, battant Brockhouse par un vote final de 51,11 % contre 48,89 %.
Nirenberg déclare sa candidature pour un troisième mandat le 22 janvier 2021. L'élection a lieu le 1er mai 2021. En raison du second tour serré en 2019 entre Nirenberg et Brockhouse, ils sont considérés par les observateurs politiques comme les deux candidats favoris de l'élection. Cependant, Nirenberg remporte facilement son troisième mandat de maire avec 61,89 % des voix.
Nirenberg est de nouveau candidat deux ans plus tard. En raison de la limitation des mandats, ce serait son dernier mandat en cas de victoire. Nirenberg rencontre une opposition minime et il est réélu avec environ 61 % des voix.

## Mandat

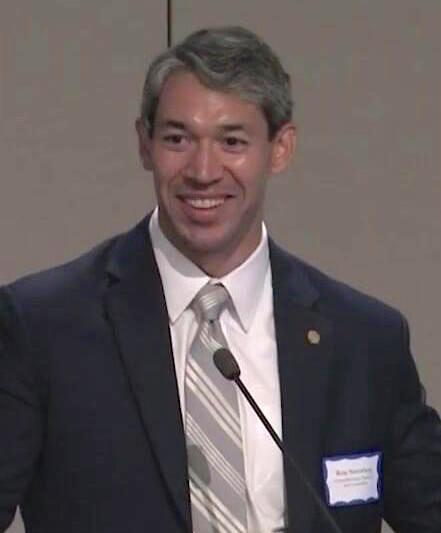
Nirenberg candidat à la mairie, 2015.

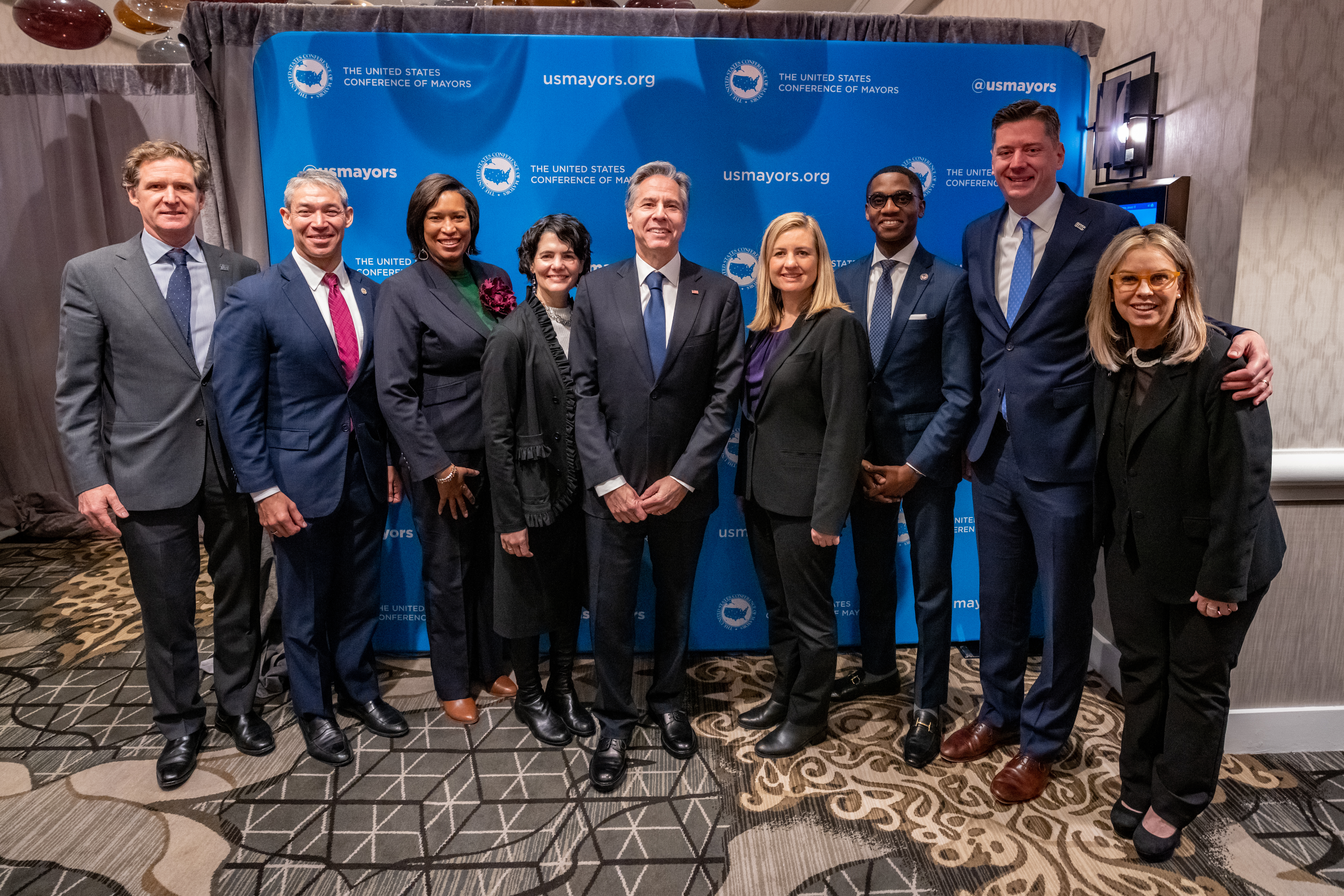
Nirenberg (deuxième à partir de la gauche) avec le secrétaire d'État Antony Blinken lors de la Conférence des maires des États-Unis de 2023

Bien que Nirenberg s'identifie comme un indépendant et se soit présenté aux élections en tant que non partisan, il est décrit comme un progressiste,,,. En 2024, il commence à s’identifier publiquement comme démocrate.
En 2013, Nirenberg approuve une ordonnance municipale interdisant la discrimination fondée sur l’identité de genre et l’orientation sexuelle. En tant que maire élu, Nirenberg appele le conseil municipal à approuver l'accord de Paris sur le climat, même si le président américain Donald Trump a annoncé son intention de retirer les États-Unis de l'accord. Le conseil municipal de San Antonio approuve une résolution visant à signer l'accord de Paris sur le climat un jour après l'élection de Nirenberg et, en novembre 2017, le conseil municipal approuve la création d'un plan d'action et d'adaptation au climat,,. Cela conduirait San Antonio à être l'une des 25 villes à recevoir la subvention American Cities Climate Challenge en 2019 par Michael Bloomberg.
En 2019, Nirenberg a soutenu et défendu la décision de retirer un restaurant Chick-fil-A du contrat de concessions de l'aéroport international de San Antonio, invoquant un conflit avec l'opposition de l'entreprise aux droits LGBTQ ainsi que la fermeture de l'entreprise les dimanches, pour des raisons religieuses, qui nuirait aux revenus,,. Cette décision suscite la controverse et la condamnation nationale des conservateurs,,,. Le conseiller Greg Brockhouse s'oppose à cette décision et demande un nouveau vote sur la décision, mais celle-ci a été rejetée. Le procureur général du Texas, Ken Paxton, ouvre ensuite une enquête sur les actions de Nirenberg et du conseil municipal de San Antonio, affirmant que la décision était en violation des lois texanes en vigueur, de la Constitution américaine et même du code d'éthique de San Antonio. La Federal Aviation Administration (FAA) a également ouvert une enquête sur cette action,. Le 10 juin 2019, le gouverneur du Texas, Greg Abbott, promulgue la loi 1978, familièrement connue sous le nom de « Save Chick-fil-A Bill », qui interdit aux gouvernements locaux de prendre des mesures défavorables à l'encontre d'entreprises ou d'individus en raison de leurs croyances religieuses,.
Le 18 mars 2020, Nirenberg émet un ordre de fermeture temporaire de toutes les entreprises non essentielles en réponse à la pandémie de COVID-19, faisant de San Antonio la dernière grande ville du Texas à le faire,. En 2021, Nirenberg critique la levée des mandats liés à la COVID-19 par le gouverneur du Texas et l'interdiction faite aux gouvernements locaux de pouvoir en créer eux-mêmes, affirmant que le gouverneur faisait preuve d'un « mépris cruel pour la vie ». La ville de San Antonio, dirigée par Nirenberg, et le comté de Bexar poursuivent Abbott devant le tribunal du comté pour bloquer temporairement son décret interdisant les mandats locaux. Un juge de comté émet une ordonnance restrictive sur le décret exécutif d'Abbott, rétablissant l'obligation de porter un masque de Nirenberg. La Cour suprême du Texas bloque plus tard l'obligation municipale.
Nirenberg supervise la mise en œuvre de deux programmes de formation professionnelle distincts. En 2020, il a lancé Train for Jobs SA, financé à hauteur de 65 millions de dollars par la ville de San Antonio. À la fin de l’année 2021, 888 participants au programme Train for Jobs avaient trouvé un emploi. Son programme successeur, Ready to Work, financé par une taxe de vente, est en vigueur depuis 2021 et a placé 665 participants au programme dans des emplois en avril 2024. Dans son discours sur l'état de la ville de 2024, il a déclaré qu'en mettant en œuvre ce programme, la ville « créait un écosystème coordonné de développement de la main-d'œuvre à une échelle sans précédent dans l'histoire de notre ville »,,.
À la fin de son quatrième mandat, Nirenberg est l'un des maire de San Antonio avec le plus long mandat et le plus long depuis Henry Cisneros, qui a quitté ses fonctions en 1989.

## Vie personnelle
Nirenberg épouse Erika Prosper en 2001. Erika est la directrice des analyses clients pour HEB. Le couple a un fils,.